# Подорожник песчаный
Подорожник песчаный, или Подорожник шероховатый (лат. Plantágo arenária) — растение семейства Подорожниковые, вид рода Подорожник.

## Биологическое описание

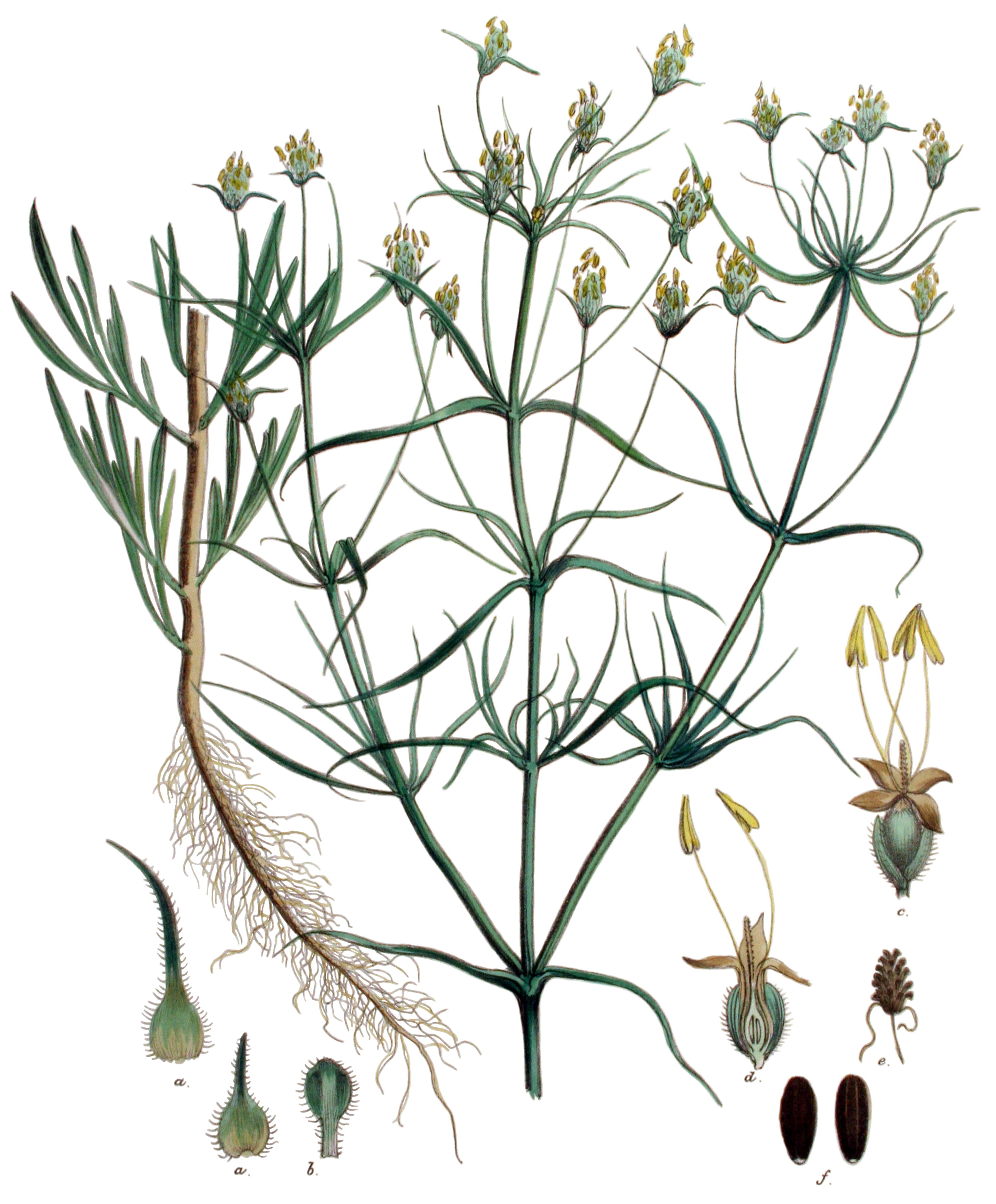

Однолетнее травянистое растение с ветвистым стеблем высотой до 40 см, в верхней части и в соцветиях обильно железистоопушённый.
Листья супротивные линейные цельнокрайные, в верхней части слегка зубчатые, до 7 см длиной.
Цветки мелкие, собраны в небольшие яйцевидные головки на длинных цветоножках.
Плод — эллипсоидальная коробочка, содержащая многочисленные семена. Они ладьевидные, с загнутыми внутрь краями, гладкие, скользкие, блестящие, тёмно-бурого, почти чёрного цвета, 1,7—2,8 см длиной и 0,6—1,5 мм шириной, без запаха и вкуса. При намачивании семена быстро ослизняются.

## Распространение и среда обитания
Природный ареал включает почти всю Европу, кроме севера, Северную Африку, страны Азии с умеренным климатом и Индийский субконтинент. Растение распространилось почти по всему миру в зоне умеренного климата.
Культивируется на Украине.

## Химический состав
Всё растение содержит слизь, которой особенно много в семенах (до 40 %), каротин, аскорбиновую кислоту, витамин K, горечи и немного дубильных веществ. Листья растения содержат гликозид аукубин и следы нескольких алкалоидов. Семена растения содержат также жирное масло (до 20 %), немного оленоловой кислоты и стероидные сапонины.

## Хозяйственное значение и применение
В качестве лекарственного сырья используют семя подорожника песчаного (лат. Semen Psyllii) и траву подорожника песчаного (блошиного) свежую (Herba Plantaginis psyllii recens).
Семена растения применяются в качестве лёгкого слабительного средства при спастических и атонических запорах и как обволакивающее средство при хронических колитах, местных воспалениях и диарее. Трава вместе с травой подорожника большого используется для получения сока подорожника, применяемого в качестве горечи при анацидных гастритах и хронических колитах.

## Классификация

### Синонимы
(по данным GRIN, см. раздел Ссылки)
- Plantago indica L. — Подорожник индийский
- Plantago psyllium L. — Подорожник блошный, или Подорожник блошиный
- Plantago scabra Moench — Подорожник шероховатый